# اورکاراخ
اورکاراخ (روسی: Уркарах) یک منطقهٔ مسکونی در روسیه است که در داغستان واقع شده‌است.